# Datlovití
Datlovití (Picidae) je nejpočetnější a druhově nejrozmanitější čeledí řádu šplhavců. Celkem zde bývá řazeno kolem 240 druhů ve 37 rodech, mezi které patří např. datli, strakapoudi, žluny, krutihlavi či datlíci. Dva z nich, datel knížecí a císařský, přitom byli po dobu zhruba 30 let považováni za zcela vyhynulé (v současné době jsou díky novým možným záznamům o jejich pozorování považovány za druhy kriticky ohrožené).
Zástupci této čeledi se vyskytují ve velké části světa, zcela chybí pouze v Austrálii, na Novém Zélandu, Madagaskaru, několika ostrovech a v extrémně nepříznivých polárních oblastech. Většina druhů přitom obývá zejména lesní porosty, ačkoli někteří datlovití ke svému životu vyžadují skalní lokality nebo pouště.
Datlovití jsou obvykle samotářsky a teritoriálně žijící ptáci. V jejich potravě se objevuje zejména hmyz, který hledají nejčastěji uvnitř hnijících nebo jinak nezdravých stromů. Všichni hnízdí v dutinách, a to nejčastěji právě v těch stromových, ačkoli některé pouštní druhy hnízdí i uvnitř kaktusů a velmi malá část z nich i v dutinách v zemi.

## Klasifikace
V přehledu jsou uvedeny pouze rody s žijícími druhy:
- Podčeleď Jynginae
  - Rod Jynx (2 druhy)
- Podčeleď Picumninae
  - Rod Picumnus (asi 27 druhů)
  - Rod Sasia (2 druhy)
  - Rod Verreauxia (1 druh)
- Podčeleď Nesoctitinae
  - Rod Nesoctites (1 druh)
- Podčeleď Picinae
  - Rod Blythipicus (2 druhy)
  - Rod Campephilus (11 druhů, 2 možná nedávno vyhynulí)
  - Rod Campethera (12 druhů)
  - Rod Celeus (11 druhů)
  - Rod Colaptes (12 druhů)
  - Rod Dendrocopos (21 druhů)
  - Rod Dendropicos (15 druhů)
  - Rod Dinopium (4 druhy)
  - Rod Dryocopus (7 druhů)
  - Rod Gecinulus (2 druhy)
  - Rod Geocolaptes (1 druh)
  - Rod Hemicircus (2 druhy)
  - Rod Chrysocolaptes (2 druhy)
  - Rod Meiglyptes (3 druhy)
  - Rod Melanerpes (asi 22 druhů)
  - Rod Mesopicos (3 druhy)
  - Rod Micropternus (1 druh)
  - Rod Mulleripicus (3 druhy)
  - Rod Picoides (obvykle bývá uváděno 12 druhů)
  - Rod Piculus (7 druhů)
  - Rod Picus (asi 15 druhů)
  - Rod Reinwardtipicus (1 druh)
  - Rod Sapheopipo (1 druh)
  - Rod Sphyrapicus (4 druhy)
  - Rod Veniliornis (14 druhů)
  - Rod Xiphidiopicus (1 druh)